# Omiécourt
Omiécourt korábbi község Franciaországban, Somme megyében. Lakosainak száma 271 fő (2018. január 1.). Omiécourt Curchy, Fonches-Fonchette, Hyencourt-le-Grand, Marchélepot, Pertain és Puzeaux községekkel határos.
2017. január 1-jén Pertain és Hyencourt-le-Grand korábbi községgel egyesült és az így létrejött Hypercourt új község része lett.

## Népesség
A település népességének változása:
| Lakosok száma | 240  | 251  | 258  | 271  |
|               | 2013 | 2015 | 2017 | 2018 |